# Acropora kosurini
Acropora kosurini är en korallart som beskrevs av Wallace 1994. Acropora kosurini ingår i släktet Acropora och familjen Acroporidae. IUCN kategoriserar arten globalt som sårbar. Inga underarter finns listade i Catalogue of Life.